# Palazzo Ofenheim
Il Palazzo Ofenheim (Palais Ofenheim in tedesco) è uno storico edificio della città di Vienna in Austria.

## Storia
Il palazzo, commissionato dall'industriale ferroviario Victor Ofenheim Ritter von Ponteuxin agli architetti August Schwendenwein e Johann Romano, venne costruito nel 1868.
L'immobile è oggi proprietà di Zurich Austria che lo utilizza come spazio uffici.

## Descrizione
L'edificio sorge lungo il Ring nell'Innere Stadt viennese.